# Матусевич, Эдуард Антонович
Эдуард Антонович Матусевич (род. 16 ноября 1937, Минск) — советский белорусский конькобежец, участник зимних Олимпийских игр 1964 и 1968 годов, чемпион Европы 1965 года, серебряный (1968) и бронзовый (1967) призёр чемпионатов Европы, 4-кратный чемпион СССР в классическом многоборье (1964—1966, 1968) и 5-кратный на отдельных дистанциях (1964-1966 - 1500 м, 1963, 1965 - 5000 м), серебряный (1962 - 500 м, 1964, 1966, 1968 - 5000 м, 1965 - 10000 м) и бронзовый (1962 - классическое многоборье, 1962, 1963, 1968 - 1500 м, 1968 - 10000 м) призёр чемпионатов СССР. Рекордсмен мира на равнинных катках на дистанции 1500 м (1968), рекордсмен СССР в многоборье и на отдельных дистанциях, мастер спорта СССР международного класса (1965), заслуженный мастер спорта СССР (1969).

## Биография
Эдуард родился в Минске. Впервые на коньки встал в возрасте 17 лет, в 1955 году. Тренировался у своего первого тренера Зои Францевны Большаковой. Многие часы кроссов, тонны поднятого веса, тысячи километров езды на велосипеде, все это годы надежд и тренировок вылились в победы на льду. 
Кроме коньков он имел первый разряд по гимнастике, был участником сборной республики Белоруссии по баскетболу. Он хорошо учился в школе, а после её окончания поступил в Институт механизации и электрификации сельского хозяйства в Минске. На его первом юношеском чемпионате СССР в 1955 году он по ошибке судей пробежал лишний круг в забеге на 5000 метров. 
В 1957 году Матусевич стал чемпионом Белорусской ССР, но не было создано маломальских условий для тренировок и дальше республиканских соревновании дело не двигалось. В 1958 году на соревнованиях в  
Кирове получил звание мастера спорта. В 1959 году окончил с отличием институт и получил диплом инженера-механика.
В январе 1960 года впервые участвовал в чемпионате СССР в классическом многоборье, где стал единственным дебютантом среди сорока участников, а вскоре стал вновь победителем республики в многоборье. В феврале на матче 5-х городов в Риге 22-летний минский спортсмен был лучшим и набрал в сумме многоборья 195,210 очка. В начале марта на 22-х соревнованиях на приз имени С. М. Кирова он установил рекорд Белоруссии в забеге на 3000 метров - 4:48,2 сек.
В 1961 году Эдуард занял 12-е место в сумме многоборья на чемпионате СССР. На Спартакиаде 9-ти республик в Алма-Ате стал бронзовым призёром в многоборье. В декабре на соревнованиях в Иркутске Матусевич выиграл дистанцию 5000 метров. В сезоне 1961/62 года вошёл в состав сборной страны под руководством тренера Константина Кудрявцева, который стал срочно менять технику бега Эдуарда.
В январе 1962 года на чемпионате СССР 24-летний инженер впервые попал на подиум, заняв 2-е место в забеге на 500 метров, 3-е на 1500 метров и 3-е место в сумме многоборья, а в феврале на своём дебютном чемпионате Европы в Осло минчанин занял 5-е место в беге на 1500 метров и общее 9-е место в абсолютном зачёте. В феврале он был в составе сборной запасным на чемпионат мира в Москве, но его убрали из участников, дали понять, что бесперспективный. В декабре 62-го на первых в сезоне крупных соревнованиях в Кирове Матусевич по сумме четырёх дистанций одержал победу.
Сезон 1962/63 Матусевич начал с мирового рекорда для равнинных катков на дистанции 1500 метров. В январе 1963 года на первенстве страны он выиграл "золото" на дистанции 5000 метров и "бронзу" на 1500 метров, но до подиума не дотянул, заняв 5-е место в абсолютном зачёте. В феврале на первенстве Европы в Гётеборге Эдуард занял 4-е место в беге на 1500 метров и 12-е место по сумме 4-х дистанции. На чемпионат мира в Каруидзаве финишировал на 13-м месте в общем зачёте 4-х дистанции. В марте на юбилейных 25-х соревнованиях на приз имени С. М. Кирова одержал уверенную победу в сумме многоборья, а следом, выступая на соревнованиях в Свердловске, он пробежал 3000 метров с всесоюзным рекордом для равнинных катков результатом - 4.36,0 сек и также стал победителем состязании. 
С начала января 1964 года и в течение двух недель Матусевич участвовал в составе сборной в товарищеском турне по Норвегии и трижды попадал на подиум в малых многоборьях. 20 января он участвовал на чемпионате Европы в Осло, где занял 7-е место в сумме многоборья. В забеге на 10 000 метров ему вновь не повезло, снова судьи ошиблись, как и в начале своей карьеры, и он пробежал лишний круг. В конце месяца на предолимпийских соревнованиях в Инсбруке занял 3-е место в забеге на 1500 метров, но пробежал очень вяло. 6 февраля Эдуард Матусевич выступал на дистанции 1500 метров на своих первых зимних Олимпийских играх в Инсбруке и занял 6-е место. Уже 23 февраля финишировал на 4-м месте в сумме многоборья на чемпионат мира в Хельсинки, выиграв при этом "серебро" на 500 метров и поделил "бронзу" на 1500 метров с товарищем по команде Антсом Антсоном. 3 марта на чемпионате СССР в классическом многоборье он стал впервые чемпионом страны в абсолютном зачёте, а через неделю выиграл первенство общества «Динамо». 22 марта в Горьком Эдик победил в 1-х соревнованиях на приз имени А. М. Горького на трёх дистанциях и в сумме многоборья.
Очередной сезон 1964/65 Матусевич начал с победы на матче городов в Свердловске. Как и в прошлом сезоне в начале января вместе со сборной участвовал в турне по городам Норвегии и дважды был победителем в Йёвике с двумя мировыми рекордами на 1500 метров и в сумме многоборья и в Хамаре. 17 января завершил победой в многоборье на матче СССР - Норвегия в Осло. 31 января Матусевич выиграл впервые чемпионат Европы в Гётеборге. В феврале на чемпионате мира в Осло 27-летний спортсмен уже в первом забеге на 500 метров был претендентом на высшую ступень, но на финишной прямой неожиданно упал и даже отлично пройдя 5000 метров, установив новый рекорд СССР (7:35,1 сек) по сумме четырёх дистанций остался на 16-м месте. В марте он во второй раз стал чемпионом страны в абсолютном зачёте. В конце сезона Эдуард стал второй раз подряд чемпионом общества «Динамо».
В 1966 году он продолжил выступать на международной арене, но результаты стали похуже. На чемпионате Европы в Девентере Эдуард занял 3-е место в забеге на 500 метров, но в сумме остался на 6-м месте. Такое же место в многоборье он занял и на чемпионате мира в Гётеборге. Но всё же в марте на чемпионате СССР в третий раз подряд выиграл звание чемпиона страны и параллельно стал победителем 2-й зимней Спартакиады народов СССР.
В 1967 году Матусевич завоевал бронзовую медаль в сумме многоборья на чемпионате Европы в Лахти, а на чемпионате мира в Осло занял 11-е место. Через год минчанин вернул себе звание чемпиона СССР в абсолютном зачёте в четвёртый раз, установив всесоюзный рекорд в многоборье — 177,051 очка. И стал серебряным призёром чемпионата Европы в Осло, выиграв забег 1500 метров с национальным рекордом 2:04,5 сек, а также занял 2-е место на 500 метров и установил всесоюзный рекорд на 10 000 метров - 15:43,60 сек. В феврале на своих вторых зимних Олимпийских играх в Гренобле он занял 8-е место в забеге на 1500 метров. На чемпионате мира в Гётеборге Матусевич выступил слабо, даже не попал в 16 лучших на "десятку". В 1968 году завершил карьеру спортсмена. В 1974 году участвовал на матче СССР - Норвегия среди ветеранов и выиграл забег 700 метров.

## Карьера инженера
После ухода из спорта Матусевич продолжил работу инженера. К тому времени окончил Академию Внешторга. Затем работал в «Тракторэкспорте» в Москве. Пять лет работал в Швеции в шведско-советской фирме, торгующей советскими автомашинами и тракторами. С 1981 года работал в Северной Америке
президентом фирмы «Беларусь машинери» в Нью-Йорке. Выучил английский, шведский. Незаметно подросли дети: Наталья, Ольга, Антон. Все увлекаются спортом. Жена Наташа была чемпионкой Москвы, когда ещё бегала под фамилией Квашнина, внучка футболиста Константина Павловича Квашнина.  